# Давиденко Зоя Костянтинівна
Зоя Костянтинівна Давиде́́нко (нар. 11 травня 1925, Обухів) — українська художниця тканин і килимів; член Спілки радянських художників України з 1968 року.

## Біографія
Народилася 11 травня 1925 року в селі Обухові (нині місто Київської області, Україна). 1951 року закінчила Київське училище прикладного мистецтва, де навчалася у Івана Юхна, Сергія Колоса, В. Резанова, А. Казинцевої, Ганни Гуревич.
У Чернівцях з 1951 року. Упродовж 1955—1957 років працювала викладачем Чернівецького текстильного технікуму; художником-колористом на Чернівецькому текстильному комбінаті «Схід». Мешкала в Чернівцях в будинку на проспекті Незалежності № 76, квартира № 12.

## Творчість
Працювала в галузі килимарства, розробляла ескізи для бавовняних покривал, скатертин із рослинним орнаментом, стилізованих композиціями полтавських, кролевецьких, західно-українських візерунків. Серед робіт:
покривала
- «Соняшники» (1952);
- «Мереживне» (1957);

килими
- «Ювілейний» (1957);
- «Полтавський» (1962);
- «Конюшинка» (1963);
- «Полонина» (1963);
- «Реве та стогне Дніпр широкий» (1964; вовна, ручне ткацтво);
- «Мені тринадцятий минало» (1964);
- «Тополя» (1964);
- «Врожай» (1965);
- «На варті миру» (1965; вовна, ручне ткацтво);
- «Верховино, мати моя» (1967; вовна, ручне ткацтво);
- «Рожі з гілочками» (1969);
- «Білі троянди» (1970);
- «Світло на Буковині» (1970);
- «Лампочка Ілліча» (1970; вовна, ручне ткацтво);
- «Мавка лісова» (1971; вовна, ручне ткацтво);
- «Рушничок» (1974);
- «Веселе господарство» (1978);
- «Зірки на льоду» (1979);
- «Лис Микита» (1979).

Брала участь у вчесоюзних виставках з 1957 року, зарубіжних з 1961 року, всеукраїнських з 1963 року. Персональні виставки відбулися у Чернівцях у 1967 і 1987 роках. 
Окремі вироби зберігаються у Чернівецькому художньому музеї.